# Slayers
Slayers (jap. スレイヤーズ, Sureiyāzu) ist eine Light-Novel-Reihe von Hajime Kanzaka, die als Vorlage für mehrere Manga- und Anime-Produktionen diente. Sie erzählen die Abenteuer der jungen Magierin Lina Inverse und ihrer Gefährten, die gegen Dämonen, dunkle Magier und weitere finstere Gestalten kämpfen. Mit Ausnahme einiger ernsterer Momente geht es dabei oft ziemlich komisch zu.
Die Light-Novel-Reihe verkaufte sich bis Ende 2011 mehr als 20 Millionen Mal.

## Welt
Die Welt, in der sich das Slayers-Universum abspielt, wurde von dem Herrn der Alpträume (im englischen zwar feminin) erschaffen. Der Herr der Alpträume ist ein Wesen, das sowohl schwarze als auch weiße Magie in sich vereinigt. Von ihm wurden vier Welten erschaffen, bei denen ein oberster Teufel und ein oberster Gott/Drache für die schwarze/weiße Magie
verantwortlich sind. In der Welt der Hauptcharaktere ist dies für die schwarze Magie Ruby Eye, der im Kampf gegen den weißmagischen Gott, den Feuerdrachenkönig, fiel.
Die Geschichte von Slayers spielt nach diesem Kampf, bei dem beide starben. Weiße und schwarze Magie werden von den Drachen bzw. den Dämonen benutzt. Vereinigt man diese, wozu ausschließlich Lina in der Lage ist, bedient man sich der vollen Macht des Herrn der Alpträume und ist somit allen anderen Zaubern überlegen. Als Mensch scheint man als einziges Wesen in der Lage zu sein, beide Magien zu nutzen. Lina kennt den unkontrollierbaren Giga Slave und seit der zweiten Staffel, Slayers NEXT, das Laguna Schwert, die direkt von der Macht des Herrn der Alpträume schöpfen.

## Charaktere
Lina Inverse (リナ・インバース Rina Inbāsu)Die junge, aber mächtige Magierin zeichnet sich durch flammend rote Haare, eine zu ihrem Leidwesen geringe Oberweite, einen extremen Appetit und eine ebensolche Goldgier aus. Ihr Leitsatz ist es, von den Bösen zu nehmen und sich selbst zu geben. Obwohl sie nicht absichtlich Unschuldige in Mitleidenschaft zieht, kommt es gelegentlich zu Kollateralschäden, wenn sie ihre Magie überdosiert. Daher kann schon ihr Anblick zu Panikausbrüchen bei der Bevölkerung führen.
Im japanischen Original ist Megumi Hayashibara Linas Synchronsprecherin (seiyū).
Gourry Gabriev (ガウリイ・ガブリエフ Gaurī Gaburiefu)Gourry ist ein exzellenter Schwertkämpfer, aber ziemlich begriffsstutzig. So beruht es bereits auf einem Missverständnis, dass er sich Lina überhaupt anschließt. Die beiden werden bald unzertrennlich; ihre Beziehung wird zwar von beiden nur als gute Freundschaft bezeichnet, jedoch wird am Ende der zweiten Staffel klar, dass sie mehr füreinander empfinden. Allerdings können sich beide nicht an das ausschlaggebende Ereignis erinnern.
Naga, die Weiße SchlangeLinas selbsterklärte „größte Rivalin“ erscheint nicht in den Fernsehserien, sondern nur in den Filmen und OVAs. Ihre Markenzeichen sind ihre üppige Oberweite, die sie auch gerne zur Schau stellt, und ihr irres Lachen. Sie ist sehr von sich selbst überzeugt und versucht Lina ständig ihre Überlegenheit zu demonstrieren.
Naga ist die ältere Schwester von Amelia. Diese Information findet sich nirgendwo in den Büchern und Filmen, wurde aber von Kanzaka offiziell bestätigt. Ihr voller Name ist danach Gracia Ul Naga Saillune. Ihr selbstgewählter Beiname „die Weiße Schlange“ ist eine Anspielung auf das Wappen der Familie Saillune.
Zelgadis Greywords (ゼルガディス・グレイワーズ Zerugadisu Gureiwāzu)Zelgadis wurde von Rezo, dem Roten Priester, zu einem Drittel in einen Dämonen und zu einem weiteren Drittel in einen Golem verwandelt. Der Golem-Anteil verleiht ihm eine widerstandsfähige Steinhaut und der Dämon-Anteil große physische und magische Kräfte, was ihn zu einem sehr mächtigen Kämpfer macht. Dennoch ist sein einziges Ziel, die Verwandlung rückgängig zu machen und Rezo umzubringen. Dabei tritt er zunächst als Linas Gegner auf, bevor er sich ihr anschließt. Er ist ein grimmiger, verschlossener Charakter, der nur zu sich selbst loyal zu sein scheint.
Amelia Wil Tesla Saillune (アメリア・ウィル・テスラ・セイルーン Ameria Wiru Tesura Seirūn)Die kindlich-naive Prinzessin des Königreiches Saillune ist Gerechtigkeitsfanatikerin; ihr größter Wunsch ist es, das Böse zu bekämpfen. Sie beherrscht schamanistische Magie, allerdings fehlt es ihr anfangs noch deutlich an Weisheit und Erfahrung. Dies und ihr Faible für dramatische Ansprachen und Posen (die aufgrund ihrer Ungeschicklichkeit meistens schiefgehen) gehen Lina zunächst gehörig auf die Nerven, mit der Zeit werden die beiden aber beste Freundinnen.
Xellos (ゼロス Zerosu)Der mazoku (Dämon) ist der oberste Diener von Zelas Metallium, einem der fünf Dämonenherrscher, und zählt zu den mächtigsten Dämonen überhaupt. Er mischt sich immer wieder in Linas Angelegenheiten ein, wobei sein Eingreifen sich mal hilfreich, mal hinderlich auswirkt. Xellos ist ein Trickster, der fast immer ein Grinsen im Gesicht trägt. Seine Lieblingsantwort auf Fragen aller Art ist „Das ist ein Geheimnis“ (sore wa himitsu desu).

## Veröffentlichungen

### Romane
Die Romanreihe wird von Hajime Kanzaka geschrieben und von Rui Araizumi illustriert und erschienen bei Fujimi Shobō. Das Hauptwerk Slayers erschien zwischen dem 17. Januar 1990 und 10. Mai 2000 in 15 Bänden. Daneben erschienen zwei weitere Spin-off-Prequels in Kurzgeschichtenform: Slayers Special (スレイヤーズ すぺしゃる, Sureiyāzu Supesharu) vom 17. Juli 1991 bis 19. Januar 2008 in 30 Bänden, gefolgt von Slayers Smash. (スレイヤーズ すまっしゅ。, Sureiyāzu Sumasshu.) vom 19. Juli 2008 bis 19. November 2011 in 5 Bänden.
Daneben erschienen weitere Kurzgeschichten in Slayers Delicious (スレイヤーズ でりしゃす, Sureiyāzu Derishasu) als Mini-Taschenbücher vom 6. März 1997 bis 12. Juli 1999 in 4 Bänden, die später jedoch als Teil von Slayers Special erneut veröffentlicht wurden. Außer im Band 8 waren in jedem ein Abschlusskapitel enthalten, das eine zusätzliche durchgehende Handlung darstellt: in den Bänden 1–7 Slayers Excellent (スレイヤーズ えくせれんと, Sureiyāzu Ekuserento) und in den Bänden 9–30 Slayers Superior (スレイヤーズ すぺりおぉる, Sureiyāzu Superiōru). Ausgewählte Kapitel von Slayers Special erschienen als Slayers Select (スレイヤーズ せれくと, Sureiyāzu Serekuto) vom 20. August 2008 bis 20. März 2010 in 5 Bänden.
Am 10. Juli 2005 erschien mit Slayers vs Orphen (スレイヤーズVSオーフェン, Sureiyāzu vs Ōfen) ein Crossover mit Yoshinobu Akitas Romanreihe Sorcerous Stabber Orphen.
Zum 25-jährigen Jubiläum wurde am 20. Januar 2014 der Anthologieroman Slayers: 25-jūnen Anthology (スレイヤーズ 25周年あんそろじー, ~ Ansorojī) mit einer Kurzgeschichte von Hajime Kanzaki und fünf weiteren als Tribut von anderen Autoren: Yoshinobu Akita (Sorcerous Stabber Orphen), Akira (Sasami-san@Ganbaranai), Hiro Ainana (Death March kara Hajimaru Isekai Kyōsōkyoku), Yoichi Hatsumi (Rising × Rydeen) und Kōshi Tachibana (Date A Live).

### Manga
Rui Araizumi zeichnete zwischen 1992 und 1995 sechs kurze Slayers Geschichten, die in der Japanese Dragon erschienen. 1995 wurden sie gesammelt als Manga herausgebracht.
Von 1995 bis 2001 zeichnete dann Shōko Yoshinaka den Manga Mega-Explosive Magical Legend SLAYERS. Er erschien serialisiert in der Monthly Comic Dragon Jr. und deckt sich in der Handlung weitestgehend mit den ersten beiden Fernsehserien.
Nach dem Entschluss von Shōko Yoshinaka die Arbeit an den Slayers-Manga einzustellen, zeichnete Tommy Ōtsuka ab 2000 den Manga Slayers Special. Er erschien ebenfalls in der Monthly Comic Dragon Jr.
Bei Carlsen erschienen auf Deutsch unter dem Titel Slayers sowohl „Mega-Explosive Magical Legend“ in acht Bänden wie auch die Originalkurzgeschichten als „Special“-Band. Übersetzt wurden beide von Antje Bockel. Vom eigentlichen Slayers Special-Manga sind vier Bände erschienen.

### Anime
Zu Slayers erschienen fünf Fernsehserien, fünf Kinofilme und zwei Original Video Animations.
In Deutschland veröffentlichte OVA Films in den Jahren 2002 bis 2005 die Filme und die ersten beiden Staffeln der Serie in deutscher Sprache auf DVD. Auf die dritte Staffel wurde auf Grund schlechter Verkaufszahlen zunächst verzichtet. Im Dezember 2012 wurden die ersten drei Staffeln, also einschließlich Slayers Try, durch die Nipponart GmbH erneut herausgegeben.

#### Fernsehserien
Die ersten drei Teile wurden von E&G Film animiert und die abschließenden beiden von J.C.Staff. Regie führte bei allen Takashi Watanabe. Das Character Design wurde basierend auf Rui Araizumis Vorlage von Naomi Miyata für den Anime adaptiert.
- Slayers (7. April bis 29. September 1995, 26 Folgen)
- Slayers Next (5. April bis 27. September 1996, 26 Folgen)
- Slayers Try (4. April bis 26. September 1997, 26 Folgen)
- Slayers Revolution (3. Juli bis 25. September 2008, 13 Folgen)[3]
- Slayers Evolution-R (12. Januar bis 6. April 2009, 13 Folgen)[4]

#### Filme
Die ersten vier Filme wurden ebenfalls von J.C.Staff animiert, der letzte jedoch von Hal Film Maker. Die Regisseure der ersten drei Filme waren Kunihiko Yuyama, Hiroshi Watanabe, in Film 4 nur Watanabe und in Film 5 Jun’ichi Satō.
- Slayers Perfect (29. Juli 1995)
- Slayers Return (3. August 1996)
- Slayers Great (3. August 1997)
- Slayers Gorgeous (1. August 1998)
- Slayers Premium (22. Dezember 2001)

#### OVAs
Die OVAs wurden von J.C.Staff unter der Regie von Hiroshi Watanabe animiert.
- Slayers Special – The Book of Spells (25. Juli 1996 bis 25. Mai 1997, 3 Folgen)
- Slayers Excellent (25. Oktober 1998 bis 25. März 1999, 3 Folgen)

#### Synchronisation
| Rolle                     | Japanischer Sprecher (Seiyū) | Deutscher Sprecher                                                            |
| ------------------------- | ---------------------------- | ----------------------------------------------------------------------------- |
| Lina Inverse              | Megumi Hayashibara           | Shandra Schadt                                                                |
| Gourry Gabriev            | Yasunori Matsumoto           | Hubertus von Lerchenfeld                                                      |
| Zelgadis Greywords        | Hikaru Midorikawa            | Florian Halm (in der Serie) / Claus-Peter Damitz (in Slayers Premium)         |
| Amelia Wil Tesla Saillune | Masami Suzuki                | Sabine Bohlmann                                                               |
| Zangulus                  | Bin Shimada                  | Dominik Auer                                                                  |
| Sylphiel Nels Lahda       | Yumi Tōma                    | Anke Kortemeier                                                               |
| Xellos                    | Akira Ishida                 | Butz Combrinck (in der Serie) / Clemens Victor Ostermann (in Slayers Premium) |
| Naga, die weiße Schlange  | Maria Kawamura               | Veronika Neugebauer                                                           |